# Клисура Викос
Клисура Викос (грч. Φαράγγι του Βίκου) је клисура у Пиндима на северу Грчке. Налази се на јужним падинама планине Тимфи, дужине око 20 км, у једном делу клисура је 900 метара дубока и 1100 метара широка.
Викос, као најдубља клисура на свету пропорционално својој ширини, уписана је у Гинисову књигу рекорда.

## Локација
Већи део клисуре се налази у подручју националног парка Викос-Аос, у региону Загори. Њен почетак је код села Монодендри и Кукули а завршава се близу села Викос. Клисура је неколико милиона година обликован од реке Воидоматис, притоке реке Војуше. Река Воидотматис током целе године присутна је само у доњен делу клисуре, која је због своје природе непроходна у већем делу године.
 Викос је такође место од великог научног значаја, јер се налази скоро у непромењеном стању од настанка, и представља рај за многе угрожене врсте и садржи разне екосистеме.

## Геоморфологија
Клисура је дуга 20 км од тога 12 км се налази у зони националног парка. Рељеф клисуре је разнолик и карактеришу га нагле промене надморске висине. Стрме падине и стрмоглаве камене стене доминирају у средишњим и вишим зонама клисуре. У клисури се налази велики број вододерина, а камење које се обрушава често и обликује доњи део клисуре. 
Кањон Викос представља дубоки попречни пресек планине, а његове косине садрже велики број камених формација, разних старосних доба. 
Горњи слојеви, на дубини од 0-200 м, састоје се од релативно младог еоценског кречњака, а на дубини од 200 до 700 метара налазе се слојеви из кампањсног периода, док се предели испод 700 метара састоје од кречњака из доба Јуре и Креде. У најдубљим словејима преовлађује зелени доломит из доба Јуре. Седиментна и литолошка истраживања у басену реке Воидоматис открила су да се најудаљенији алувијални делови састоје од материјала који је изграђен од кречњака, који је река Воидоматис доносила са виших надморских висина глацијалним деловањем, пре више од 30.000 година. У басену Воидоматиса налазе се докази за три главне фазе глацијације, са две највеће и најраније, које су се десиле у средњем плеистоцену. Последња фаза глацијале активности вероватно се догодила током последњег глацијалном максимума, у периоду од пре 22.000–20.000 година.
Посебна карактеристика кречњака, која је резултат његовог временског утицаја воде, је крашка природа кањона. За време глацијације током средњег плеистоцена, ледене талне воде су текле у мрежу речних канала, а велики део кречњака је био покривен ледом. Као резултат тога, глечери су се приближавали кањону. За време итерглацијалног и интерстадиалног периода дошло је до спајања између мреже за површинску дренажу и система унутрашњег крашког дренажа. Кречњаци су се растварали пошто је воде текла преко њих, а због таложења велике количине воде развијен је подземни систем за одвоњавање, са пећинама и каналима, који су се испуњавали како је вода надолазила.

### Флора
Значајан број биљака из клисуре Викос и суседног подручја националног парка Викос-Аос сматран је лековитим и коришћене су од стране локалних исцелитеља, који су прозвани заједничким именом "лекари Викоса" (грч. Βικογιατροί, "Vikoiatri"). Ови биљни лекари, који су копирали древне рецепте Хипократа и Диоскорида, постали су познати изван граница Грчке. Биљке које су садржане у овим рецептима су: Матичњак, Сребрна липа, дивља нана Mentha spicata, јасенак , Кантарион, Обични пелин, веома популарни Sideritis raeseri, познатији као “планински чај”, и Црна зова. Хемијском анализом ових биљних врста утврђено је да их карактерише биолошко активни састав. Колекција од 2,500 пресованих локалних трава и биљака изложено је у музеју природне историје у селу Кукули.

### Фауна
Једна од специјалних локалних атракција је дивокоза (Rupicapra rupicapra), која живи на већим надморским висинама далеко од људске активности, посебно на каменим стенама, као на пример на Мегас Лакос, секундарној вододерини клисуре Викос.

## Рекреација
Постоји природна платформа погодна за посматрање најдубљег дела клисуре у Окси, на локацији 3 км од новоизграђеног пута за село Монодендри. Још једна платформа за посматрање клисуре налази се на источној страни у близини села Врадето.
Пешачка стаза се спушта у клисуру од села Монодендри. Стаза води на север кроз клисуру до извора реке Воидоматис, где се стаза рачва на две стране – северна води до села Папиго на и јужна води до села Викос. Такође могуће је од Монодендрија на југ кроз клисуру доћи до камених мостова из осамнаестог века у близини села Кипи.

## Људска историја
Најважнија епипалеолитска налазишта пронађена су у окапинама на обали реке Воидоматис. Из периода од 9. до 4.-ог века п. н. е, постоје остаци малог молосијског насеља између села Монодендрија и Вица, укључујући камене куће и две гробнице које су дале важне налазе. Међутим, током највећег дела историјског периода локалитет је био ретко насељен. Подручје у близини клисуре Викос најчешће се користило за пасторални узгој стоке и обезбеђивање дрва за огрев.